# Midherfstfestival
Het midherfstfestival (ook wel Chinees Maanfeest genoemd) is een Oost-Aziatisch feest dat op de vijftiende van de achtste maand van de Chinese kalender wordt gehouden. Het wordt vooral gevierd in Volksrepubliek China, Taiwan, Hongkong, Macau, Noord-Korea, Zuid-Korea, Vietnam, Japan en gebieden waar migranten oorspronkelijk uit deze landen kwamen.

## Geschiedenis
Het midherfstfestival bestaat al drieduizend jaar, dus men begon het al vanaf de Zhou-dynastie te vieren. Toen werd het voor het eerst vermeld in de confucianistische boeken Riten van Zhou (Zhouli) en Optekeningen over de riten (Liji).
De Chinezen vieren de oogst tijdens de herfstvolle maan sinds de Shang-dynastie (ca. 1600-1046 vGT). De term mid-herfst (中秋) verscheen voor het eerst in Riten van Zhou, een geschreven verzameling rituelen van de Westelijke Zhou-dynastie (1046-771 vGT). Het koninklijk hof was opgedragen aan de godin Taiyinxingjun (太 陰星君 Tàiyīn xīng jūn). Dit geldt nog steeds voor het taoïsme en de Chinese volksreligie. De viering als festival begon pas aan populariteit te winnen tijdens de vroege Tang-dynastie (618-907 GT). Een legende legt uit dat keizer Xuanzong van Tang formele vieringen begon te houden in zijn paleis nadat hij het Maanpaleis had verkend. In de Noordelijke Song-dynastie is het Mid Autumn Festival een populair volksfeest geworden en officieel uitgeroepen tot de 15e dag van de achtste maand van de maankalender als het Mid Autumn Festival. Tijdens de Ming- en Qing-dynastieën was het midherfstfestival een van de belangrijkste volksfeesten in China geworden.

## Festiviteiten
- lampionnen ophangen
- lampionnen bekijken
- maancake eten
- wierook branden voor de maangodin Chang'e
- maan bekijken
- midherfstbomen planten
- drakendansen

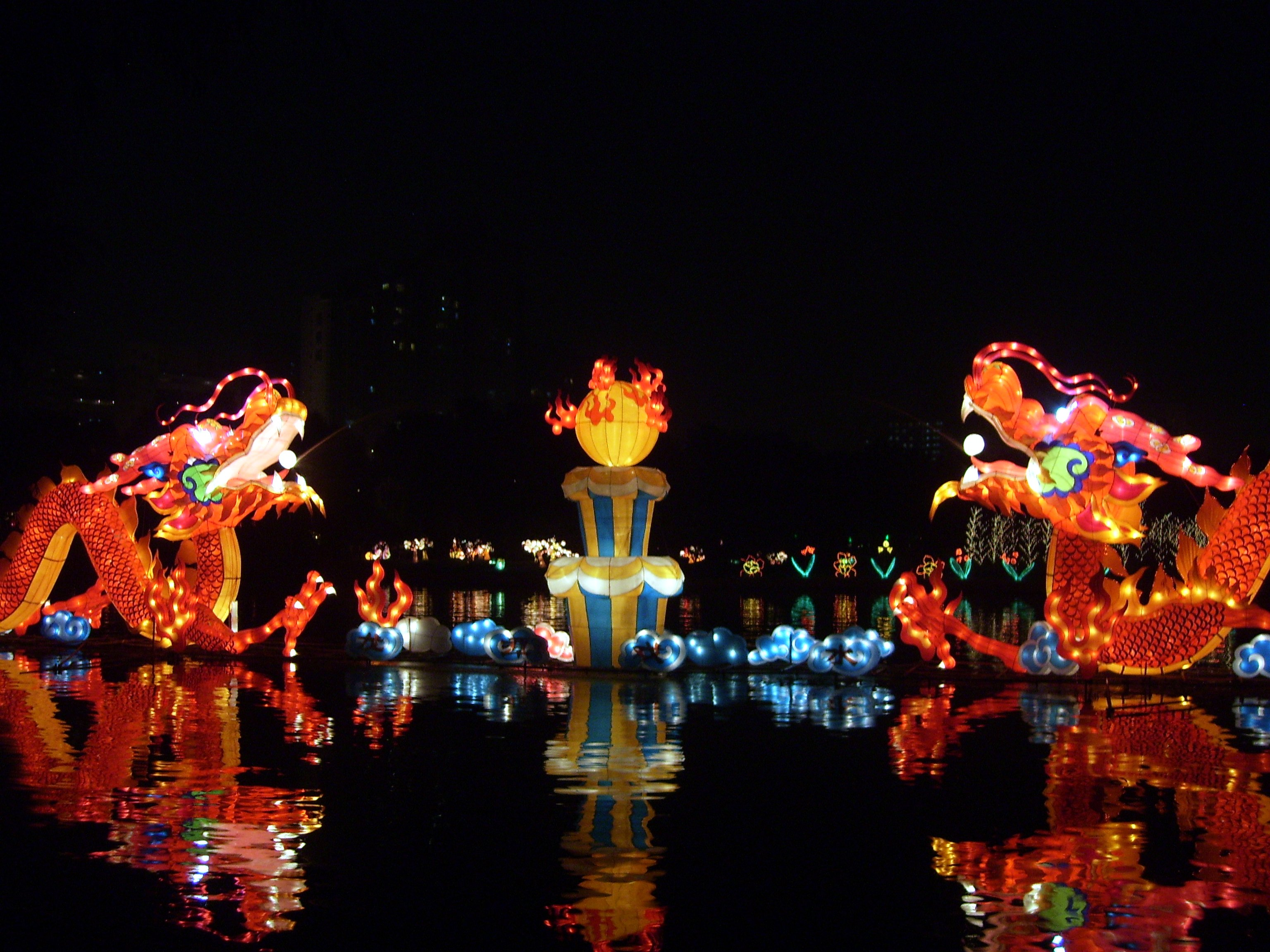
Drakenlampionnenpaar in Peking
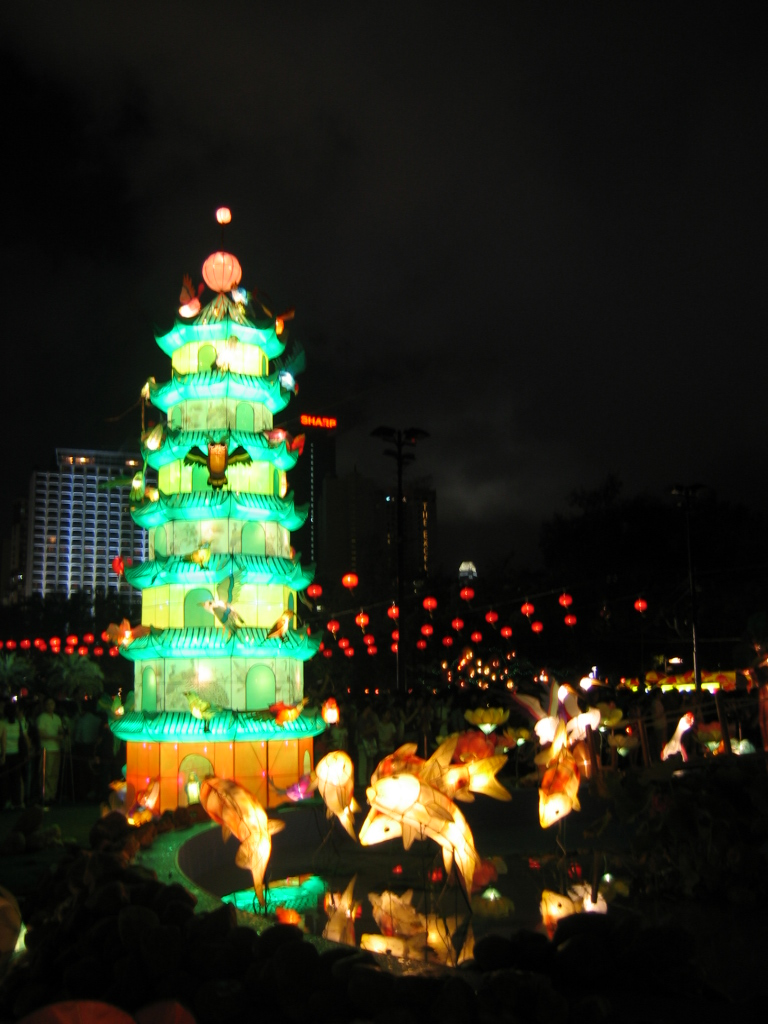
Lampionnen in Victoria Park, Hongkong
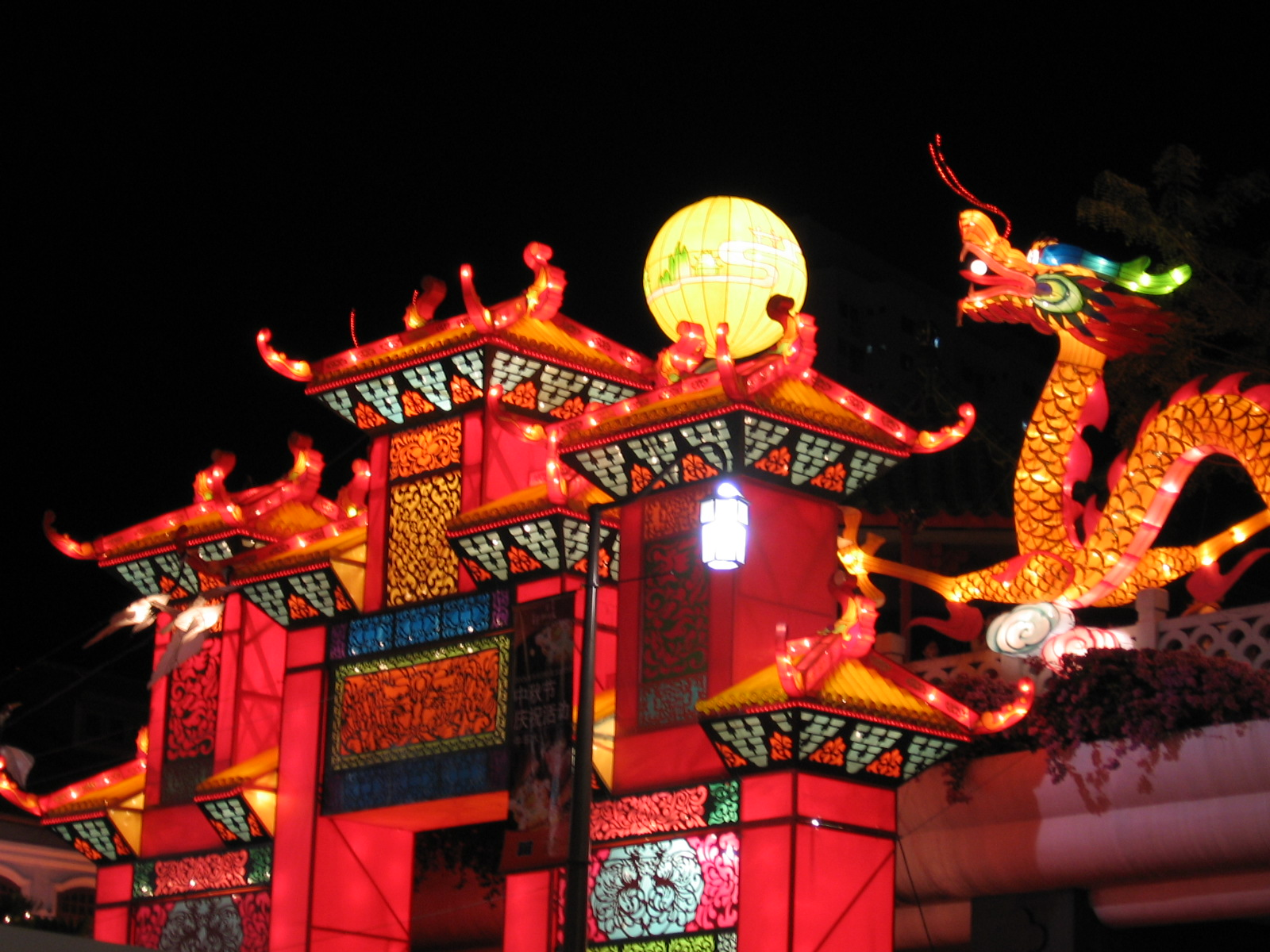
Singapores lampionnen op midherfstfestival 2006
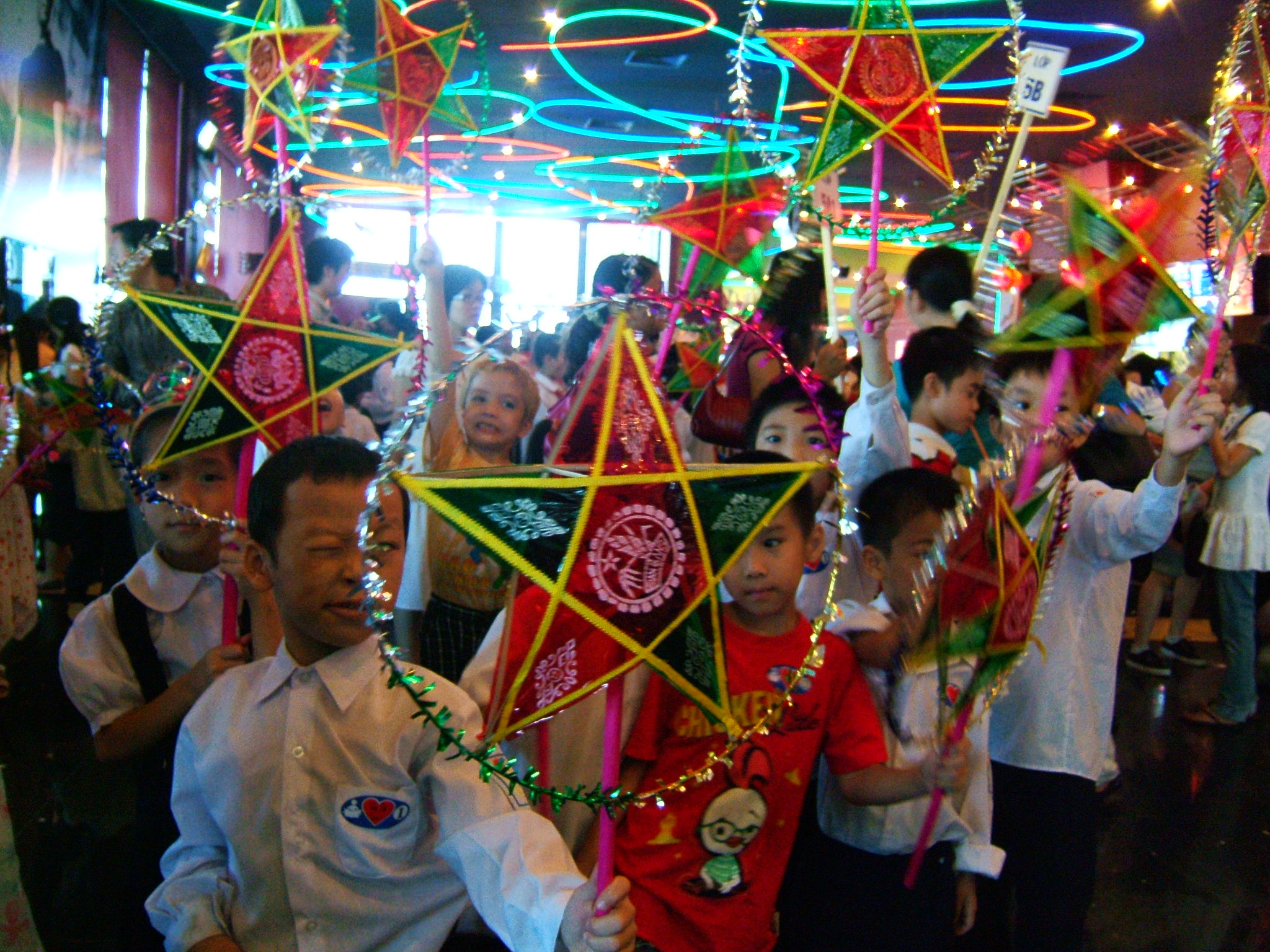
Vietnamese kinderen met stervormige lampionnen op midherfstfestival

## Voedsel

### China
- maancake 月饼
- voedsel gemaakt van maanbloem (Osmanthus fragrans) 用桂花制作的各种食品

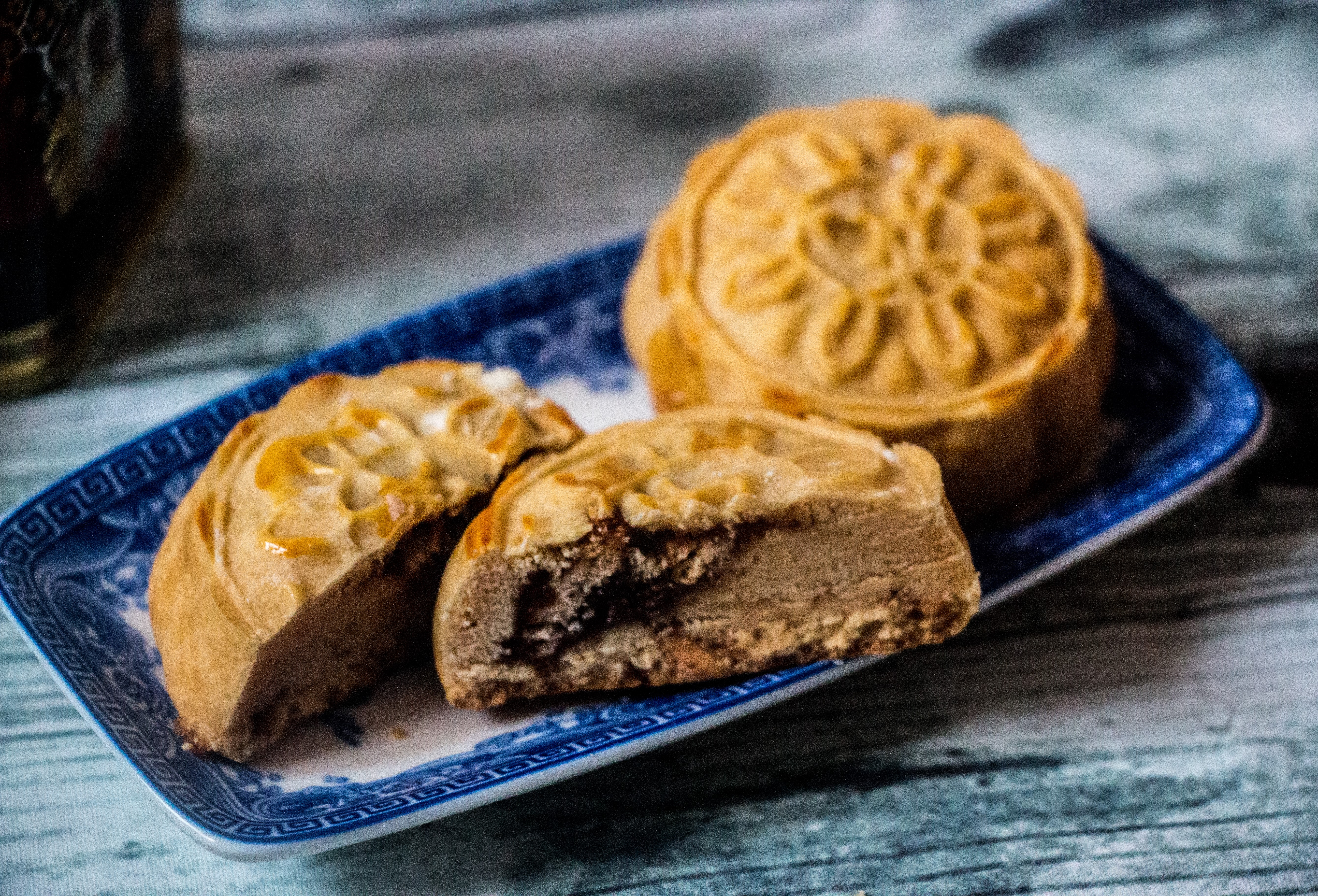
Maancake in China

#### Zhejiang/Fujian
- bobing 博饼

#### Guangdong
- pomelo 柚子
- taro 芋头
- kastanje 栗子
- trapa bicornis 菱角
- maanlichtcake 月光饼
- varkentjescake 猪仔饼

#### Hongkong
- carambola 杨桃
- maanlichtcake 月光饼
- varkentjescake 猪仔饼
- pomelo 柚子

### Taiwan
- barbecuevlees
- pomelo 柚子
- maanlichtcake 月光饼

### Noord-Korea/Zuid-Korea

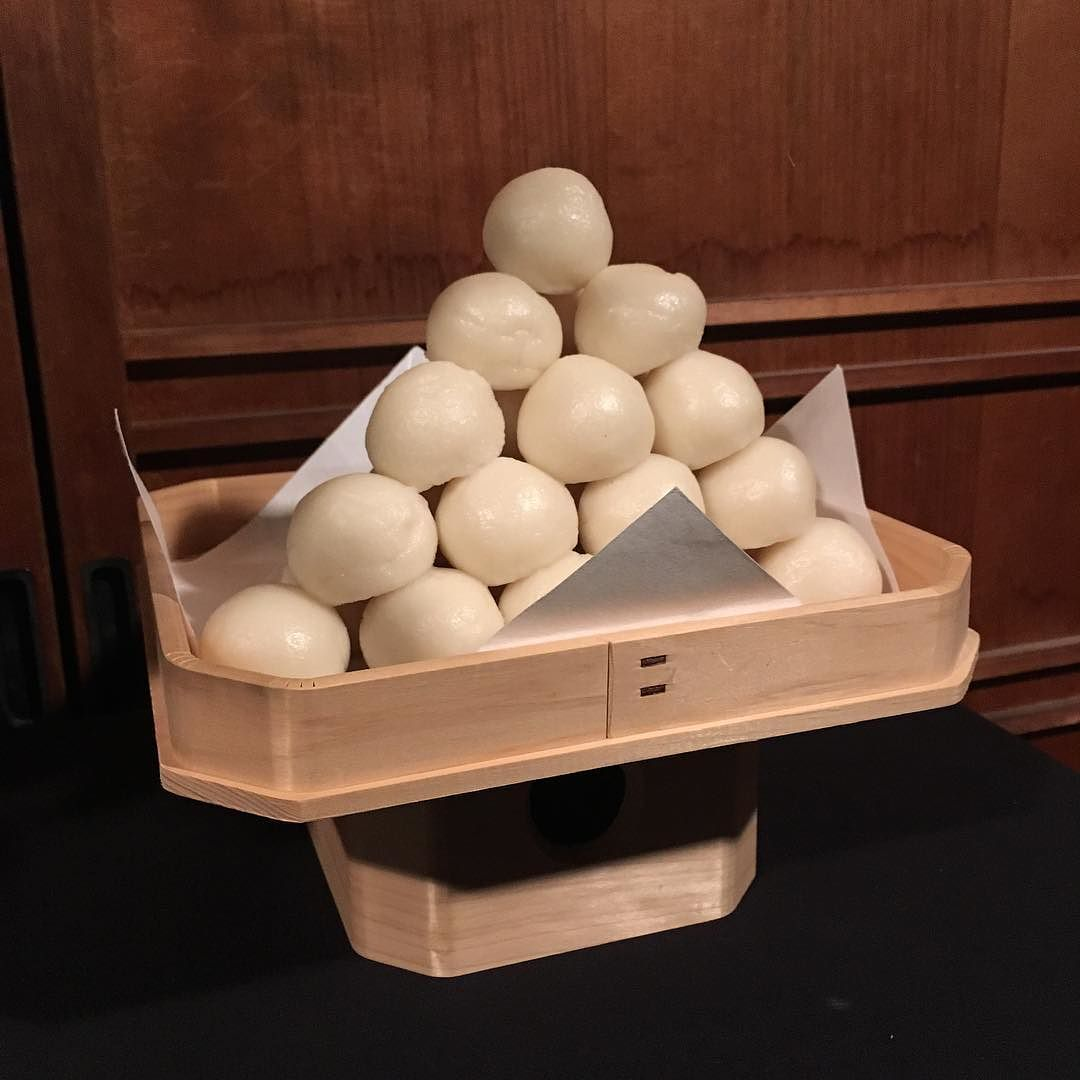
Tsukimi dango in Japan

- songpyeon

### Japan(o-tsukimi)[1]
- tsukimi dango

## Data van de komende midherfstfestivals
- 2022: 10 september
- 2023: 29 september
- 2024: 17 september
- 2025: 06 oktober